# Xerolycosa pelengena
Xerolycosa pelengena är en spindelart som beskrevs av Roewer 1960. Xerolycosa pelengena ingår i släktet Xerolycosa och familjen vargspindlar.
Artens utbredningsområde är Kongo. Inga underarter finns listade i Catalogue of Life.